# Площа Слави (Полтава)
У Вікіпедії є статті про інші площі з назвою Площа Слави
Пло́ща Сла́ви — одна із площ Полтави, знаходиться у Подільському районі. Розташована перед вокзалом залізничної станції Полтава-Південна. Первісна назва — Привокзальна площа.
На площі Слави розташовані технікум транспортного будівництва (№ 1) і Палац культури залізничників (№ 3). Технікум засновано в 1925 році. Будинок зруйнований у 1941–1943 роках, відбудований у 1949 році за проектом архітектора В. Явникова. На фасаді встановлено меморіальну дошку Володимиру Ніколаєнку. Палац культури споруджено у 30-х роках XX століття. Дорога, що веде від площі Слави до центру міста, проходить через міст, який збудовано у повоєнний період за проектом архітекторів О. Шумиліна, І. Тимановича, інженера К. Кириєнка.